# Alkwertatherium
Alkwertatherium — вимерлий рід сумчастих з родини Diprotodontidae. Був описаний лише один вид, Alkwertatherium webbi, з пізнього міоцену Північної території, Австралія.